# فرودگاه مالوئلاپ
فرودگاه مالوئلاپ (به انگلیسی: Maloelap Airport) (به زبان بومی: Taroa Airfield) یک فرودگاه با کد یاتا MAV است که یک باند فرود چمن دارد و طول باند آن ۱۰۶۷ متر است. این فرودگاه در کشور جزایر مارشال قرار دارد و در ارتفاع ۱٫۲ متری از سطح دریا واقع شده است.

## شرکت‌های هواپیمایی و مقصدهای پروازی
| شرکت‌های هواپیمایی        | مقصدهای پروازی       |
| ------------------------ | -------------------- |
| ال‌ای‌ام موزامبیک ایرلاینز | اور، اس جزیره مارشال |